# Konrad Vössing
 (mai 2019).
Si vous disposez d'ouvrages ou d'articles de référence ou si vous connaissez des sites web de qualité traitant du thème abordé ici, merci de compléter l'article en donnant les références utiles à sa vérifiabilité et en les liant à la section « Notes et références ».
Konrad Vössing, né le 23 novembre 1959 à Berlin, est un historien allemand spécialiste de l'histoire ancienne.

## Biographie
Vössing étudie l'histoire et la philologie classique à l'université libre de Berlin et à   l'université de Bordeaux. En 1991, il soutient une thèse de doctorat à l'université technique de Rhénanie-Westphalie à Aix-la-Chapelle ayant pour titre Untersuchungen zur römischen Schule, Bildung, Schulbildung im Nordafrika der Kaiserzeit (« Études sur l'école, la formation, et la formation des écoles  en Afrique du Nord durant la période impériale »). Il est ensuite assistant scientifique à Berlin, Aix-la-Chapelle, et à l'université Heinrich Heine de Düsseldorf; c'est là qu'il obtient son habilitation en 2001 avec la thèse intitulée Mensa regia. Das Bankett beim hellenistischen König und beim römischen Kaiser (« Mensa regia. Le banquet chez le roi grec et chez l'empereur romain ». En 2005 il est nommé professeur titulaire (ordentlicher Professor)  d'histoire ancienne à l'université rhénane Frédéric-Guillaume de Bonn. En 2010, il est récipiendaire du Prix Gay-Lussac Humboldt. En 2012, il est reçu à l'Académie des sciences et des arts de Rhénanie-du-Nord-Westphalie.
Les centres d’intérêts scientifiques de Vössing sont l'histoire culturelle de l'antiquité (en particulier les systèmes d'enseignement et d'éducation, la culture des repas et des banquets, ainsi que l'habillement et les habitations), l'histoire sociale (formes de représentation, relations de clientèle), l'histoire de l’Afrique du Nord romaine et l'histoire des Vandales.

## Écrits (sélection)
Édition de sources et monographies
- Schule und Bildung im Nordafrika der römischen Kaiserzeit. Latomus, Bruxelles 1997. (Collection Latomus, volume 238)
- Mensa regia. Das Bankett beim hellenistischen König und beim römischen Kaiser. KG Saur, Munich/Leipzig 2004,  (ISBN 3-598-77805-8). (Collection Beiträge zur Altertumskunde, volume 193)
- Victor von Vita: Vandalen und Kirchenkampf in Africa, édition, introduction et traduction de  Konrad Vössing. Wissenschaftliche Buchgesellschaft (WBG), Darmstadt 2010,  (ISBN 978-3-534-23209-3).
- Die Vandalen, Wissenschaftliche Buchgesellschaft (WBG), 2014 (en préparation).

Édition d'actes de colloques
- Biographie und Prosopographie. Colloque international à l'occasion du 65e anniversaire d'Anthony R. Birley, 28 septembre 2002, Schloß Mickeln, Düsseldorf. Franz Steiner Verlag, Stuttgart 2005,  (ISBN 3-515-08538-6). (Collection Historia. Einzelschriften, cahier 178)
- Das römische Bankett im Spiegel der Altertumswissenschaften. Colloque international. 5-6 octobre 2005, Schloß Mickeln, Düsseldorf. Franz Steiner Verlag, Stuttgart 2008,  (ISBN 978-3-515-09235-7).

Articles
- « Empereurs et banquets à Rome », dans: J.-P.Caillet, M.Sot (éditeurs): L'audience. Rituels et cadres spatiaux dans l'Antiquités et le haut Moyen Age. Paris 2007, p. 165-173.
- « Der Kaiser und die Deklamationen », dans: Y. Perrin (éditeur): Neronia VIII. Bibliothèques, livres et culture écrite dans l'empire romain de César à Hadrien, Actes du  VIIIe coll. internat. de la SIEN (Paris 2008). Bruxelles 2010, p. 301-314
- « Les banquets dans le monde romain: alimentation et communication », dans: Dialoques d'Histoire Ancienne, Suppl. 7: L'histoire de l'alimentation dans l'Antiquité. Bilan historiographique, Besançon 2012, p. 117-131.
- « Alexandre au banquet entre amis et sujets », dans: C. Grandjean, Chr. Hugoniot, B. Lion (éditeurs): Le banquet du monarque dans le monde antique. Rennes 2013, p. 231-260.